# Rhododendron pulchrum
Rhododendron pulchrum är en ljungväxtart som beskrevs av Robert Sweet. Rhododendron pulchrum ingår i släktet rododendron, och familjen ljungväxter. Inga underarter finns listade i Catalogue of Life.